# Guiomar de Grammont
Guiomar Maria de Grammont Machado de Araújo e Souza, ou simplesmente Guiomar de Grammont (Ouro Preto,  3 de outubro de 1963) é uma escritora, editora, curadora, dramaturga, historiadora, filósofa e professora universitária brasileira.
É professora titular e foi diretora por dois mandatos do Instituto de Filosofia, Artes e Cultura da Universidade Federal de Ouro Preto. É criadora do Fórum das Letras, evento literário da Universidade Federal de Ouro Preto em Minas Gerais.
Foi curadora da Homenagem ao Brasil no Salão do Livro de Paris em 2015 e editora executiva da Editora Record, entre 2012 e 2013.

## Biografia
Embora tenha nascido em Ouro Preto, cidade que colaborou para projetá-la como grande nome, chegou a viver em Brasília e em Goiás, terra natal do pai. Sua família paterna tinha costumes mais liberais e com forte pendor intelectual, em contraste com a comedida e religiosa família materna.
É uma dos seis filhos do pai que fora estudante de Engenharia na Escola de Minas e vítima da ditadura militar, cuja execução lembra à de Vladimir Herzog.
Entre idas e vindas a Ouro Preto, a família se fixou definitivamente na cidade natal da escritora, onde ela estudou no católico Colégio Arquidiocesano e aos 16 anos ficou grávida de Raíssa de sua união com Paulo, estudante de Engenharia, assim como o pai dela, e professor de Química no mesmo colégio da juventude.
Aprovada no vestibular em 1981, ingressou na primeira turma de História do Instituto de Ciências Humanas e Sociais da Universidade Federal de Ouro Preto. Continuou na cidade de origem na década de 80 lecionando em escolas das redes pública e privada. Em 1983, nasce Maíra, sua segunda filha. No início da década seguinte, passou a dar aulas em uma faculdade privada de Governador Valadares, período no qual teve Pedro, o terceiro filho.
Em 1993, retorna a Ouro Preto para lecionar no Instituto de Arte e Cultura, onde havia obtido a especialização em Cultura e Arte Barroca e foi efetiva em 1995 mediante concurso público. A ligação com a instituição gerou muitos eventos e colóquios.
Em 1998, obtém o mestrado em Filosofia, após a aprovação de sua dissertação, Figuras Estéticas de Kierkegaard: a sensualidade do Don Juan, a dúvida de Fausto e o desespero do Judeu Errante, defendida na Universidade Federal de Minas Gerais. Contou com orientação de Alvaro Luiz Montenegro Valls.
Entre 1999 e 2000, estagiou na École des hautes études en sciences sociales, em Paris, onde foi orientada pelo professor Roger Chartier e conheceu o amigo Rui Tavares. Retornou em 2007, onde foi professora visitante. Entre novembro de 1999 e fevereiro de 2000, foi organizadora do colóquio Autour du Brésil Baroque, na Embaixada do Brasil em Paris, durante a exposição Brésil Baroque : Entre Ciel et Terre realizada no museu do Petit Palais.
Concluiu em 2002 o doutorado em Literatura Brasileira na Universidade de São Paulo sob orientação de João Adolfo Hansen. Sua tese Aleijadinho e o Aeroplano: o paraíso barroco e construção do herói colonial, tornou-se livro, publicado em 2008 pela Civilização Brasileira.

### Contribuições
Foi coordenadora do Festival de Inverno de Ouro Preto e Mariana de 2004 a 2007.
É idealizadora e organizadora do Fórum das Letras, realizado em Ouro Preto desde 2004, que ganhou "a dimensão de uma importante plataforma de lançamento de novas ideias, sintonizada com a mudança de fisionomia do panorama literário", e curadora da Bienal do Livro de Minas Gerais, realizada em Belo Horizonte, sem deixar o alcance popular.
Em 2007, foi a curadora do Café Literário da Bienal do Rio de Janeiro. Também foi curadora da Bienal da Bahia. Em 2008 e 2009, realizou, com Inês Pedrosa, o Letras em Lisboa, um encontro de escritores lusófonos, versão portuguesa do fórum realizado em Ouro Preto. Em 2009, também foi curadora da parte brasileira do Salão do Livro Latino-Americano de Paris.
Em 2012, passou a comandar o Departamento de Literatura da editora Record, o que quase deixou Ouro Preto sem o fórum anual.

## Obras
Como escritora, é contista, cuja produção é baseada no "limite de prosa e poesia", ou seja, na "síntese poética ela procura configurar a intensidade da experiência de suas personagens".
O livro Aleijadinho e o aeroplano, baseado em sua tese de doutorado defendida na USP, "caiu como uma bomba em território mineiro" pelo teor revisionista e crítico à mistificação de Aleijadinho. Desde o lançamento passou a enfrentar "olhares oblíquos de críticos e colecionadores que, de uma hora para outra, viram cair por terra seu herói colonial disforme". O livro foi classificado por João Adolfo Hansen como "irônico, inteligente e corajoso".

### Antologia
- O achamento de Portugal.[2]

### Contos
- Corpo e sangue, Belo Horizonte: Editora Dez Escritos, 1991.[7]
- O fruto do vosso ventre, São Paulo: Editora Maltese, 1994 (traduzido para o espanhol, alemão e francês).[7]
- Fuga em Espelhos, São Paulo: Editora Giordano, 2001.[2]
- Caderno de Pele e de Pelo, Cahier de Peau et de Poil, bilíngue, edição própria.[2]
- Sudário, Ateliê Editorial,[1] 2006.[3]

### Crítica literária
- Don Juan, Fausto e o Judeu Errante em Kierkegaard, Petrópolis: Catedral das Letras, 2003.[2]

### Dramaturgia
- Medeias.[1]
- Olympia, 2001.[1]
- Ele: o Outro.[1]
- Lírios.[1]
- Tabu.[2]
- Assim seja.[2]

### Romance
- A casa dos espelhos, 1992.[7]
- Palavras cruzadas, 2015.

### Historiografia
- O Aleijadinho eo Aeroplano - o Paraíso Barroco e a Construção do Herói Colonial, Rio de Janeiro: Civilização Brasileira, 2008.[7]

## Prêmios
Foi semifinalista no 2° Festival de Novos Humoristas da ABN.
Recebeu em 1993 o Prêmio Casa de las Américas, em Cuba, pelo livro O fruto do vosso ventre em banca formada pelos célebres críticos literários Davi Arrigucci Júnior e Silviano Santiago.
Foi finalista com A casa dos espelhos em 1995 no prêmio Cidade de Belo Horizonte em 1995.
Em 2008, foi finalista no  Prêmio Faz Diferença do jornal O Globo, que homenageia brasileiros que contribuíram para mudar o país, na categoria Prosa & Verso.